# Ратац
Ратац односно манастир свете Марије Ратачке (итал. Santa Maria de Rotezo) представља рушевине великог манастирског комплекса, које се налазе на морском рту између Бара и Сутомора. Манастирски комплекс је постојао и развијао се од IX до XVI вијека, а једно вријеме је био под заштитом српских краљева. Данас се налази у рушевинама, али га и поред тога посећују верници из околине који у њима пале свеће, док се око њега се споре римокатоличка и православна црква.

## Прошлост манастира
Ратац се први пут помиње 1247. године, али је сигурно да је и раније постојао.
Раније је то била опатија архангела Михаила, настала под арханђеловским култом на брду Гаргану, у Италији. Касније је то познато поклоничко место, посебно за Дубровчане 14. и 15. века, због иконе Богородице ратачке. Од 15. века се назив манастира изговара као Ратац.
Павле Ровински је записао да је тај православни манастир Успења Богородице, Јелена Анжујска претворила у католички. Почетком XIV вијека краљ Милутин (1282—1321) потврђује повељом дарове своје мајке, краљице Јелене манастиру. Током XIV вијека манастир се чешће помиње у Дубровачком архиву. У ово вријеме на Ратцу се највише градило, да би се 1468. године нашао на удару Млечана који су га бомбардовали са бродова. Изгледа да је манастир напуштен послије једне турске пљачке 1532. године, а разорен је 1571. године. Током Другог светског рата, Италијани су део манастира претворили у свој бункер, што је довело до додатног рушења комплекса. Један од опата ратачког манастира био је и Ђорђе Пелиновић (средином 15. вијека) који је био у служби и Венеције и Скендербега. Радио је све што је могао да Бар не падне под Турке, а 1500.г. при турској опсади, околни народ се скалања у ратачку тврђаву. Вицко Змајевић, надбискуп барски и Примас Србије је записао да је манастир изграђен 1473. године, уништен од земљотреса и због непажње католичких свештеника капела је узурпирана од православних, али је ангажовањем бискупског визитатора враћена католицима. Ту се уз учешће читаве бискупије прослављао дан Тијела Исусова са дугом процесијом. Митрополит Мелентије, рашко-призренски и скендеријски је наредио 1865. године да се православни Спичани не мешану са католицма при ранијим заједничким богослужењима у манастиру Ратац. Прво је служена литургија па миса. Претходно је и Карло Потен увредио православне на једној миси, тако да су заједничка богслужења престала 1860. године.

## Унутрашњост комплекса
Унутрашњост се састоји од цркава и грађевина других намјена. Најстарија грађевина на Ратцу је црква Ц подигнута највјероватније почетком XI вијека, коју могуће да је градитељ светог Луке у Котору имао као узор. Капела А је романичка грађевина настала у другој половини XII или првој половини XIII вијека и на њој се истиче добра зидарска техника. Недовршена базилика Б, са чијим зидањем је започето средином XIV вијека, требало је да буде највећа црквена грађевина у комплексу па и ближој околини, укључујући средњовјековни Бар. Грађена је у романско-готског стилу, у јужном дијелу манастира и најприје је била посвећена светом Михаилу, а затим светој Марији (Богородици). На очуваном латинском натпису каже се да је црква заснована 1347. године, у вријеме опата Павла Руђера. Могуће је да су градитељи Дечана непосредно учествовали у подизању ове ратачке цркве, због високе клесарске технике, двобојне обраде фасада (у бијелом и црвеном камену), као и начину конструисања зидова и пиластера. Клаустар је подигнут уз цркву, у XII или XIII вијеку, са кулом Г, која је у одбрани манастира играла значајну улогу, а сам је готово уништен у Другом светском рату.

## Напомена
- Напомена: Текст овог чланка је делом, или у потпуности, преузет са ове странице презентације Средњевјековни градови Црне Горе, уз одобрење. Као основа за израду презентације коришћена је књига Павла Мијовића и Мирка Ковачевића „Градови и утврђења у Црној Гори“ (Београд-Улцињ 1975), чији су поједини делови укључени у њу, уз дозволу аутора.